# Тургай (Росія)
Турга́й (рос. Тургай) — селище у складі Сєверного району Оренбурзької області, Росія.

## Населення
Населення — 189 осіб (2010; 211 у 2002).
Національний склад (станом на 2002 рік):
- татари — 98 %